# William Claiborne Dunlap
William Claiborne Dunlap (* 25. Februar 1798 in Knoxville, Tennessee; † 16. November 1872 bei Memphis, Tennessee) war ein US-amerikanischer Politiker. Zwischen 1833 und 1837 vertrat er den Bundesstaat Tennessee im US-Repräsentantenhaus.

## Werdegang
William Dunlap besuchte in den Jahren 1813 bis 1817 die Ebenezer Academy und das Maryville College in Tennessee. Nach einem anschließenden Jurastudium und seiner im Jahr 1819 erfolgten Zulassung als Rechtsanwalt begann er in Knoxville in seinem neuen Beruf zu arbeiten. In den Jahren 1818 und 1819 nahm er auch an einem Indianerkrieg teil. Ab 1828 war Dunlap in Bolivar wohnhaft.
Politisch schloss er sich Präsident Andrew Jackson an und wurde Mitglied der von diesem gegründeten Demokratischen Partei. Bei den Kongresswahlen des Jahres 1832 wurde er im damals neugeschaffenen 13. Wahlbezirk von Tennessee in das US-Repräsentantenhaus in Washington, D.C. gewählt, wo er am 4. März 1833 sein neues Mandat antrat. Nach einer Wiederwahl konnte er bis zum 3. März 1837 zwei Legislaturperioden im Kongress absolvieren. Dort wurde in dieser Zeit heftig über die Politik von Präsident Jackson diskutiert. Dabei ging es um die umstrittene Durchsetzung des Indian Removal Act, den Konflikt mit dem Staat South Carolina, der in der Nullifikationskrise gipfelte, und die Bankenpolitik des Präsidenten.
Im Jahr 1836 wurde Dunlap nicht wiedergewählt. Zwischen 1840 und 1849 war er Richter im elften Gerichtsbezirk von Tennessee, anschließend praktizierte er wieder als Anwalt. In den Jahren 1851, 1853 und 1857 saß er im Senat von Tennessee; zwischen 1857 und 1859 war er Abgeordneter im Repräsentantenhaus seines Staates. Dunlap starb am 16. November 1872 in der Nähe von Memphis, wo er auch beigesetzt wurde.